# Rauschmessung
Die Rauschmessung ist ein Verfahren zur Ermittlung der Größe von natürlichen, zufällig generierten Störspannungen in elektronischen Systemen. Die Störspannungen haben ein kontinuierliches Spektrum und sind nicht Bestandteil eines Nutzsignals. Man wendet das Verfahren an, um ihren Einfluss auf Nutzsignale, z. B. der Mess-, Regel- oder Nachrichtentechnik zu verifizieren.
Ein Nutzsignal kann zwar selbst Rauschcharakter oder Langzeitdrift besitzen, und technische Geräte können quasi-zufällige Störspannungen erzeugen, im deutschsprachigen Raum werden diese aber (im Gegensatz zum englischen Sprachgebrauch) im Allgemeinen nicht mit Rauschen bezeichnet.
Als Ziel der Rauschmessung kommen somit in Frage:
- thermisches Rauschen
- Schrotrauschen
- Funkelrauschen
- Stromverteilungsrauschen
- Rauschstrahlung.

Resultat der Rauschmessung ist entweder eine absolute Größe (z. B. Rauschspannung oder Rauschleistung einer Rauschquelle) oder eine Relativangabe zu einem beeinträchtigten Signal (z. B. Rauschfaktor, Rauschmaß, SNR).